# PM²
PM² (spreek uit “P-M squared”) is een projectmanagementmethodologie die werd ontwikkeld en wordt ondersteund door de Europese Commissie (EC). Het is de officiële projectmanagementmethodologie van de EC, die elementen in zich heeft van een breed scala aan best practices binnen projectmanagement en sterk steunt op elementen van PMBOK, Prince2, IPMA-ICB, CMMI, TEMPO, en operationele ervaring van de EU-instellingen.
In essentie voorziet de PM²-methodologie in:
- Een structuur voor projectgovernance;
- Proces richtlijnen;
- Artefact templates;
- Richtlijnen voor het gebruik van artefacts;
- Inbrengen van effectieve mindsets.

PM²-certificatie-examens zijn beschikbaar voor de 28 EU-landen via Prometric, maar zijn enkel beschikbaar voor werknemers van EU-instellingen. In 2017 heeft de EC open richtlijnen van de PM²-methodologie gepubliceerd en openbaar beschikbaar gemaakt. De certificatie echter blijft nog steeds enkel open voor EU-werknemers.

## Geschiedenis
De PM²-methodologie werd ontwikkeld in 2007 en werd in een eerste versie gelanceerd via PM² Wiki in 2008. De belangrijkste mijlpalen in de ontwikkeling van de methodologie zijn:
- 2007: Introductie van rollen en verantwoordelijkheden voor IT-projecten
- 2008: Introductie van PM²
- 2009: Piloot implementatie van PM²
- 2009 Project management opleiding voor PM²
- 2011: Bekrachtiging door CTI
- 2012: Lancering van het PM² Training Programma voor for IT-projecten
- 2012: Lancering van de PM² richtlijnen, 1st Editie (PDF)
- 2012: Trainingscursussen voor Business Managers
- 2013: Lancering van de PM² Methodology 2.0 en de PM² richtlijnen, 2de editie (PDF)
- 2013: Introductie van PM² Certificatie niveau-2
- 2014: Lancering van Agile@EC
- 2016: Lancering van Agile@EC-richtlijnen, 1ste editie
- 2015: Lancering van de PM²-methodologie guide ver. 2.5
- 2016: Lancering van de PM²-richtlijnen, Open Editie